# هانتینگتون (حوزه سرشماری)، نیویورک
هانتینگتون (به انگلیسی: Huntington) یک منطقهٔ مسکونی در ایالات متحده آمریکا است که در شهرستان سافک، نیویورک واقع شده‌است. هانتینگتون ۳۵۵٫۱۳ کیلومتر مربع مساحت و ۲۱٬۴۵۷ نفر جمعیت دارد و ۲۳ متر بالاتر از سطح دریا واقع شده‌است.